# Крум Монев
Крум Солунов Монев е  революционер и горянин, борец срещу комунистическата власт в България - в частност в Пиринска Македония, след Деветосептемврийския преврат. Приема идеите на македонизма.

## Биография
Крум Монев е роден на 5 май 1927 година година в село Ощава. Участва в четата на Герасим Тодоров 3 месеца, която според спомените му се бори за обединена и независима Македония в духа на ВМРО на Иван Михайлов, противопоставяйки се на комунистическата власт в България, а естествени врагове на идеите им са бившите членове на ВМРО (обединена). След разбиването на четата прекарва 16 години в затвора.
Спомените си описва в автобиографичната книга „Македония – моята опора“, албумът „Зловещата 1948 година за Пиринска Македония“ и романът „Змеят“, които са публикувани на български и в превод на македонски литературен език. В тях представя борбата на четата като "македонистка", независимо че в нея са членували двама царски български офицери, борели се против югославските партизани във Вардарска Македония.